# Eduard Meyer (Pferdezüchter)
Eduard Meyer (* 13. Februar 1885 in Lemgo, Grafschaft Lippe; † 8. Januar 1965 ebenda)  war ein Verwaltungslandwirt, Tierzuchtleiter und Pferdezüchter.

## Leben
Meyer studierte Landwirtschaft an der Universität Halle/Saale und leitete danach von 1911 bis 1921 das Tierzuchtamt Görlitz (damals Niederschlesien). Ab 1914 war er zugleich Zuchtleiter des Verbandes Schlesischer Kaltblutzüchter und ab 1917 auch des Verbandes Schlesischer Warmblutzüchter. 1921 wurde Meyer Referent für Pferdezucht der Landwirtschaftskammer in Breslau und mit der Geschäftsführung des schlesischen Pferdestammbuches betraut. Von 1927 bis 1934 war er als Tierzuchtleiter (als Referent, später Ministerial- und Landesökonomierat) im Landwirtschaftsministerium in Berlin tätig. Danach leitete er bis Kriegsende als Geschäftsführer den Reichsverband für Zucht und Prüfung deutscher Kaltblutpferde.
1946 übernahm Meyer die Geschäftsführung des neu gegründeten Zentralverbandes der deutschen Kaltblutzuchtverbände und 1948 die Leitung der Arbeitsgemeinschaft Deutscher Pferdezüchter. Zuletzt war er bis zu seinem altersbedingten Ausscheiden im Jahre 1950 Hauptgeschäftsführer des Zentralverbandes für Zucht und Prüfung deutscher Pferde in Celle.

## Leistungen
Meyer hat über vier Jahrzehnte die deutsche Pferdezucht maßgeblich beeinflusst. Dabei förderte er besonders die Zugleistungsprüfungen und baute das Pferdeleistungsbuch aus. Neben der organisatorischen Arbeit in Verbänden Schlesiens und dann für Deutschland hat er bedeutende Beiträge auf dem Gebiet der Pferdezucht und -leistungsprüfung veröffentlicht.  

## Veröffentlichungen
- Neuzeitliche Viehhaltung und Tierheilkunde. Hrsg. von Eduard Meyer unter Mitarb. bewährter Fachleute. Bertelsmann, Gütersloh 19..
- Neuzeitliche Viehhaltung und Tierheilkunde. Hrsg. von Eduard Meyer unter Mitarb. bewährter Fachleute. 2. durchges. Auflage, Bertelsmann, Gütersloh, 1954
- Das Deutsche Kaltblutpferdeleistungsbuch, 1939
- Die deutsche Kaltblutzucht: ein kurzer Leitfaden für die Kaltblutzüchter und Nutzer von Kaltblutpferden, zwei Auflagen, Küster, Essen, 1940/1941, 46 S.
- Leistungsprüfungen von Zuchtpferden. 1948/49
- Farbe und Abzeichen bei Pferden (mit Kummer und Dencker), Schaper, Hannover, 1949 99 S., 2. unveränderte Auflage, 1970, 88 S., 3. neu bearbeitete Auflage, 1973, 88 S., 4. neu bearbeitete Auflage, 1981, 88 S.
- Pferdezucht, Beitrag im Handbuch der Landwirtschaft, 2. Auflage, Band IV (Besondere Tierzuchtlehre), 1953, S. 1–69